# (3782) Celle
(3782) Celle ist ein Doppelasteroid des inneren Hauptgürtels.

## Entdeckung
Der knapp sechs Kilometer große Hauptasteroid wurde am 3. Oktober 1986 am Observatorium Brorfelde in Dänemark von Poul Jensen entdeckt.
Sein natürlicher Satellit wurde am 18. September 2001 anhand von Lichtkurvenbeobachtungen von Astronomen am Vatican Advanced Technology Telescope (VATT) in Arizona entdeckt. Celle wird von seinem ca. 2,34 km großen Satelliten mit einer Entfernung von ungefähr 18 km umkreist.

## Physikalische Eigenschaften
Celle gehört zur Asteroidenfamilie der Vestoiden. Es wird angenommen, dass diese durch eine Kollision vom Asteroiden (4) Vesta herausgeschlagen wurden, da sie hohe spektrale Ähnlichkeiten miteinander aufweisen. Der Spektraltyp laut Tholen-Klassifizierung ist daher nach Vesta als V-Typ benannt. Planetoiden dieses Typs bestehen überwiegend aus Silikaten mit einem erhöhten Anteil an Pyroxen-Mineralen.

## Benennung
Der Planetoid wurde am 18. Februar 1992 nach der niedersächsischen Stadt Celle benannt. Die Stadt Celle ist seit 1980 Partnerstadt von Holbæk, der Stadt, in deren Nähe das Observatorium Brorfelde liegt, an dem der Asteroid entdeckt wurde. Zur Benennung führte, dass die Stadt Celle 1992 das Jubiläum „700 Jahre junges Celle“ feierte.